# Les Trois Ombres
Pour les articles homonymes, voir Les Ombres et Ombre (homonymie).
Les Trois Ombres, est une sculpture en bronze d'Auguste Rodin réalisée avant 1886.
Pour son œuvre qui devait surmonter ce qui aurait été son chef-d'œuvre, La Porte de l'Enfer, Rodin s'est inspiré de la Divine Comédie de Dante, où le poète florentin décrit les âmes des damnés à l'entrée de l'enfer, où une inscription sans équivoque avertit : « abandonnez l'espérance, vous qui entrez ici ».
Rodin a fait plusieurs études pour ses « Ombres », avant de décider finalement de réunir trois figures identiques qui semblent tourner autour du même point. Il les a placés au-dessus de la porte de l'enfer, d'où ils pourraient regarder le spectateur vers le bas.
L'angle avec lequel les têtes pendent est tellement exagéré que le cou et les épaules des statues forment une ligne presque horizontale. Cette déformation anatomique insuffle une force expressive tout à fait unique pour l'époque.

## Versions exposées
France
- Plâtre original au musée des Beaux-Arts de Quimper, un dépôt du Fonds national d'art contemporain
- Bronze au Musée Rodin
- Plâtre de 1917 au Musée d'Arts de Nantes
- Bronze fondu en 1977, déposé par le musée Rodin depuis 2015 dans le parc des sculptures du château de Caen

États-Unis
- Jardin de sculptures Cantor, Université Stanford
- California Palace of the Legion of Honor
- Rodin Museum, Philadelphie

Mexique
- Musée Soumaya

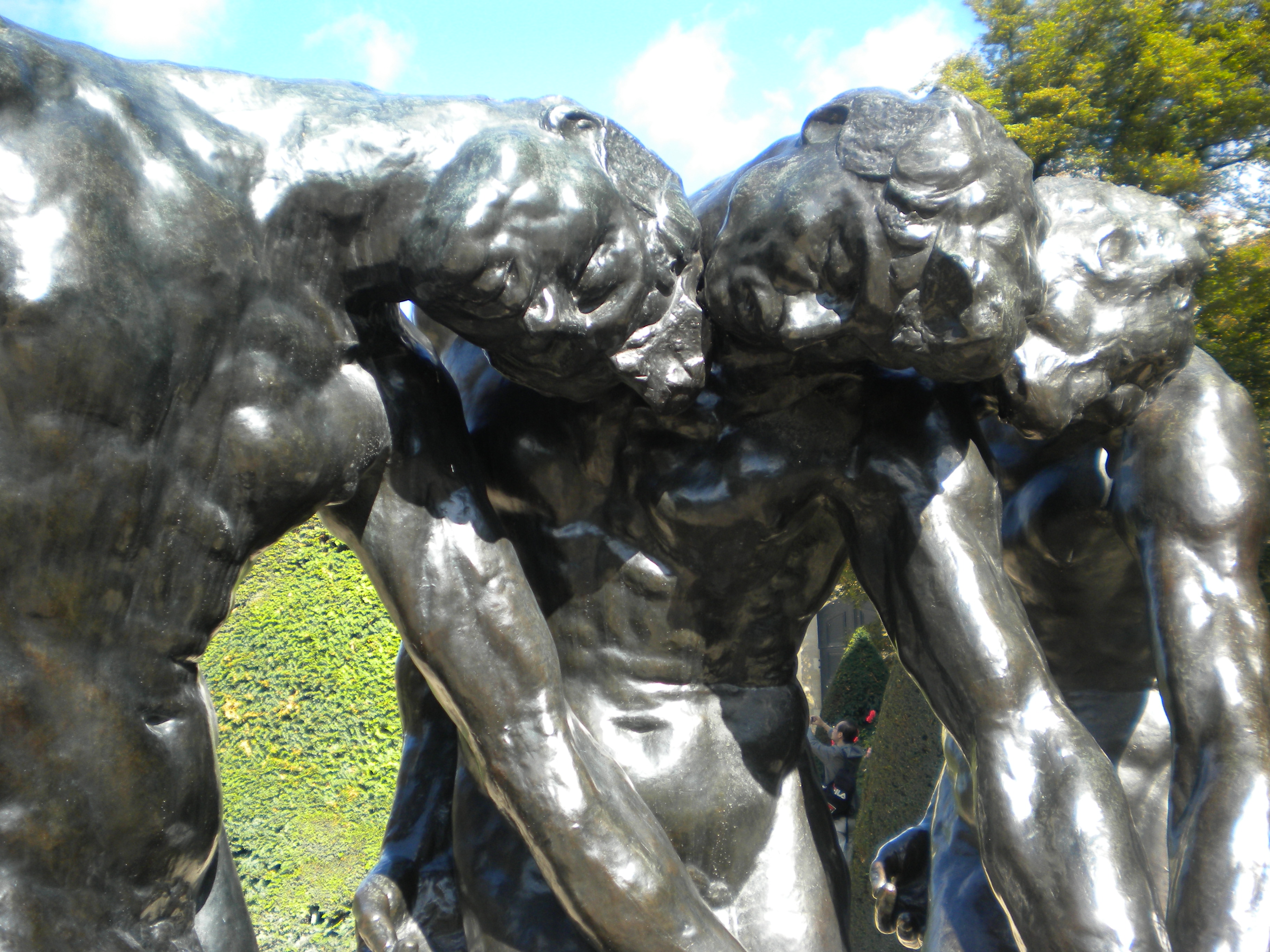
Gros plan des têtes des Trois Ombres, musée Rodin, Paris.
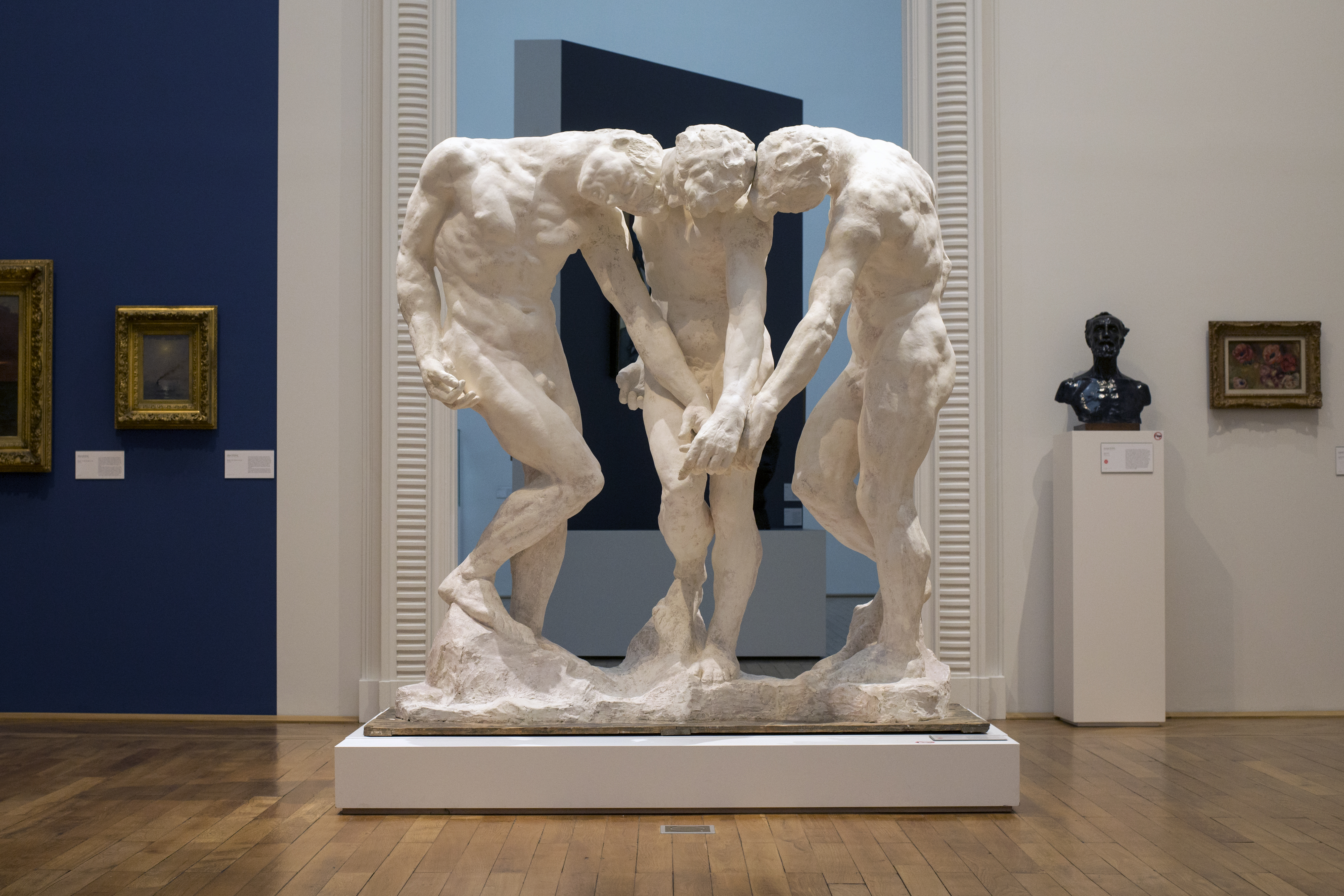
Plâtre exposé au Musée d'arts de Nantes
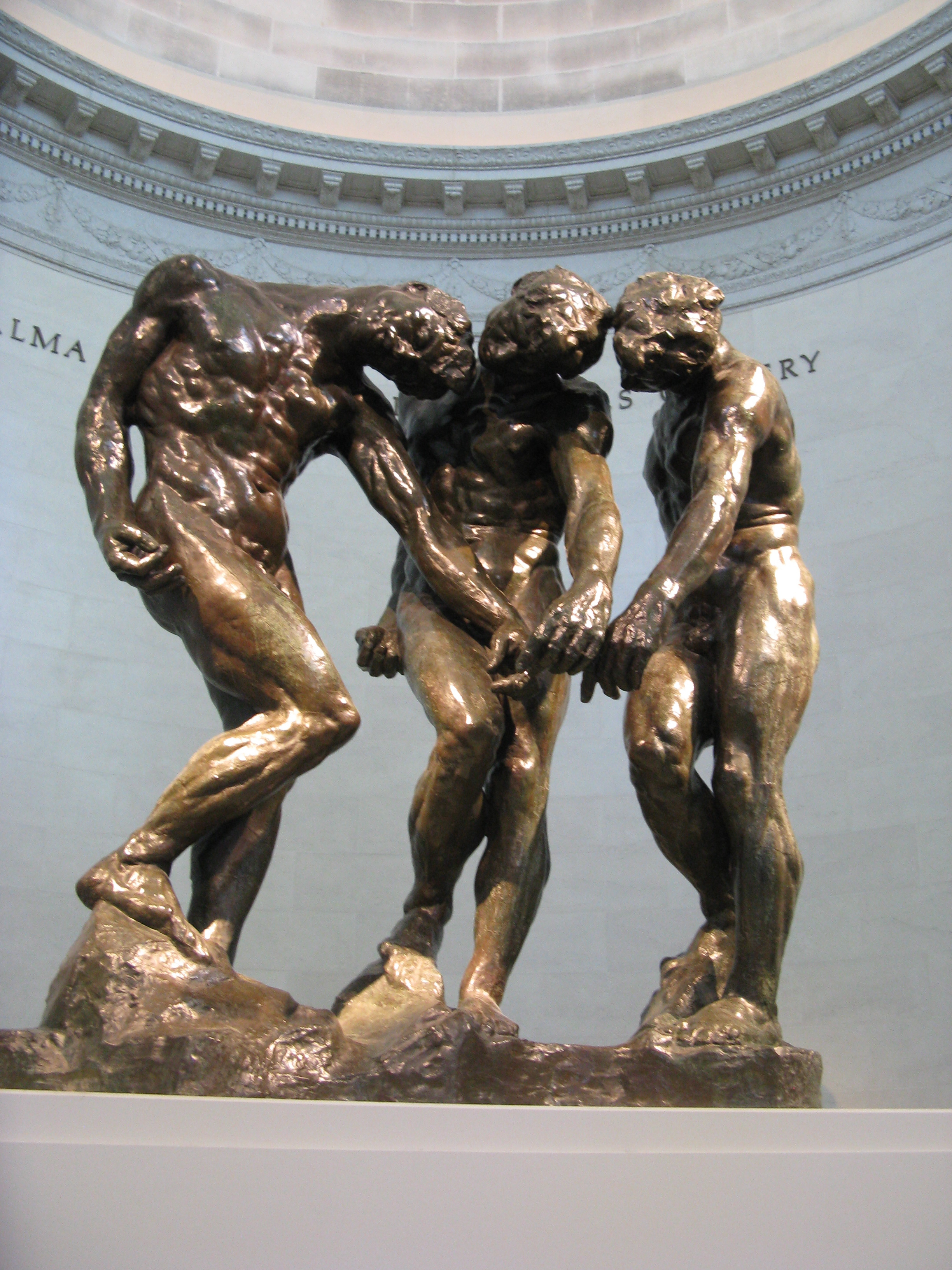
Bronze au California Palace of the Legion of Honor
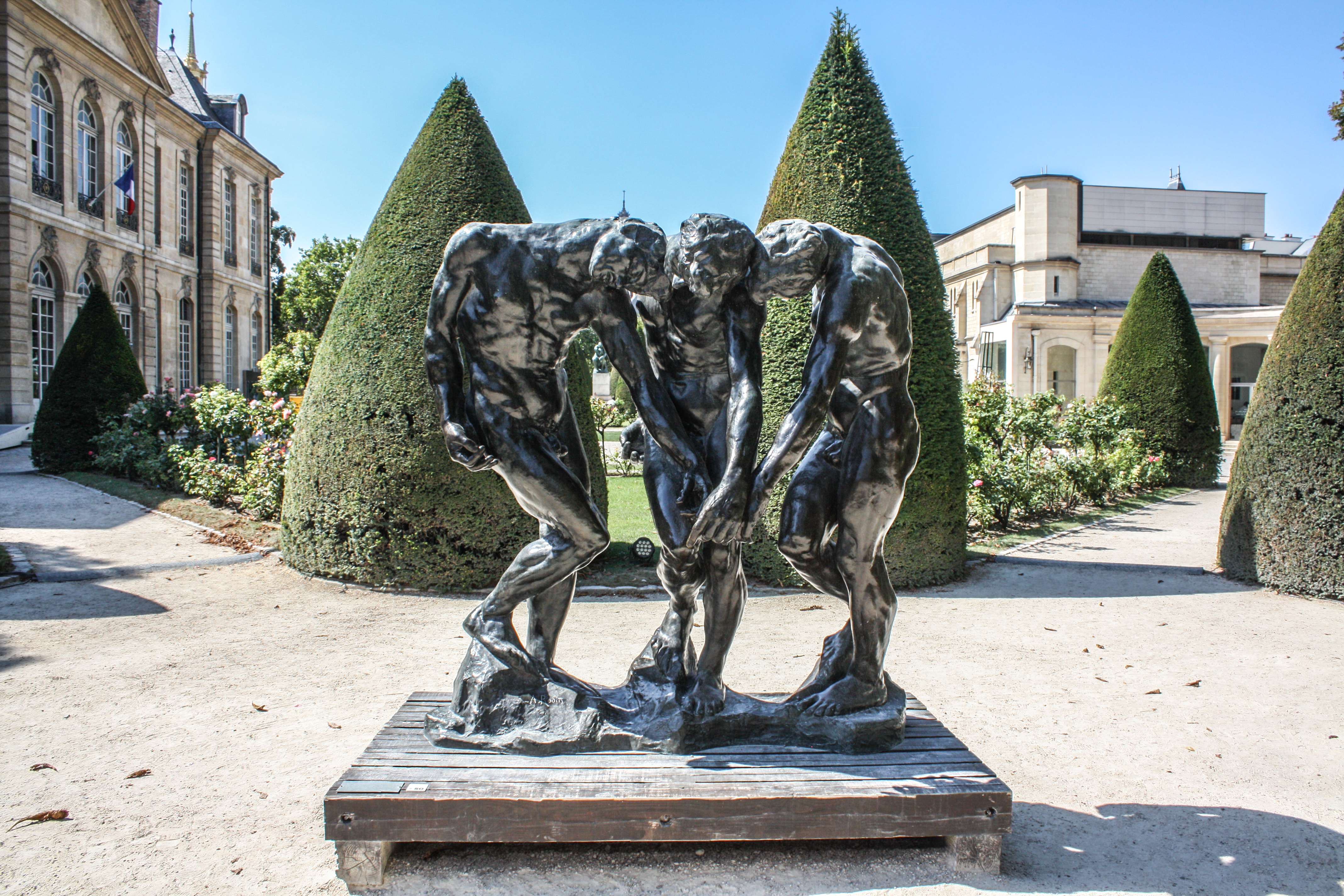
Bronze dans le parc du musée Rodin
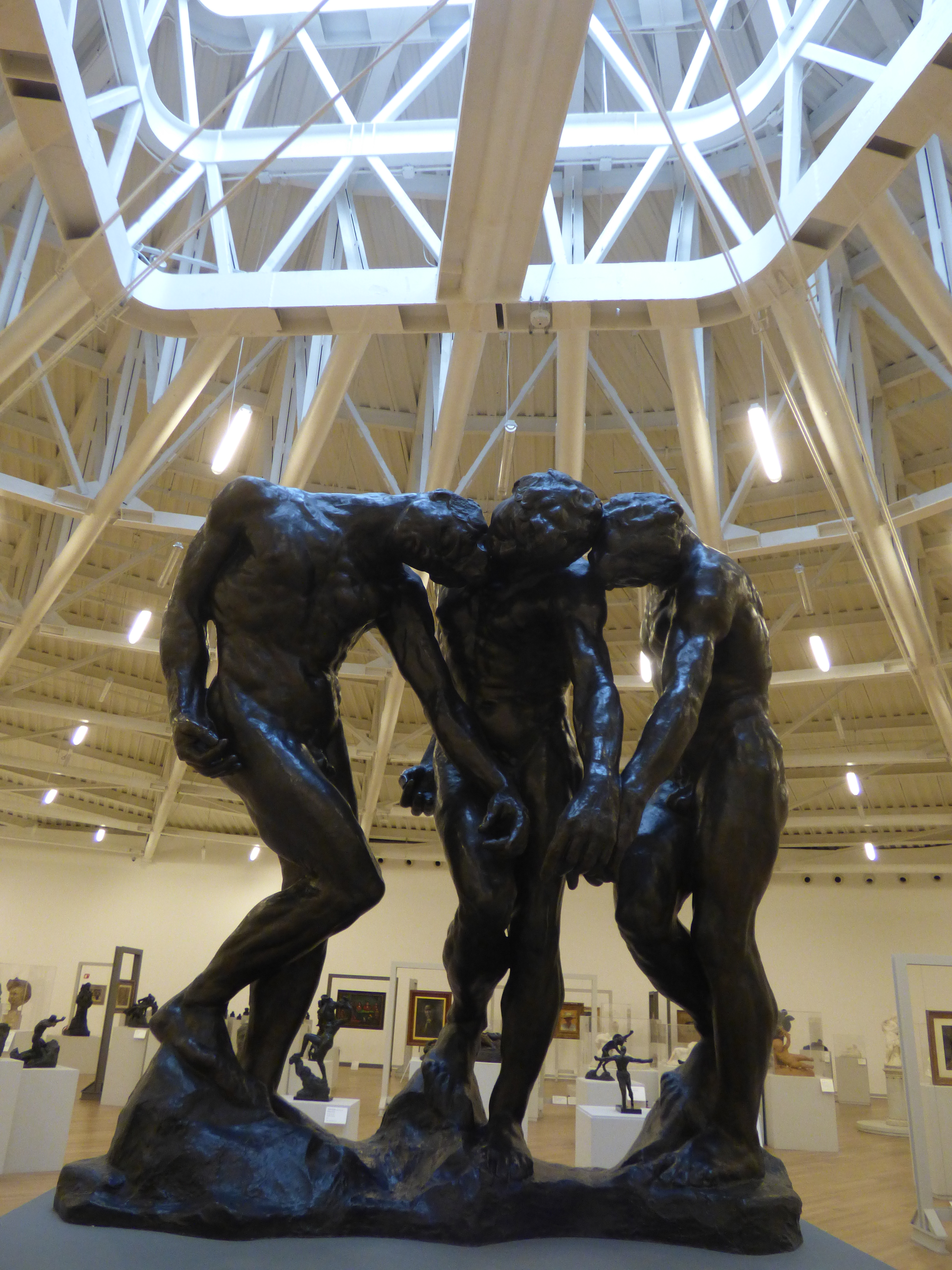
Bronze au musée Soumaya